# Disparomitus abyssinicus
Disparomitus abyssinicus is een insect uit de familie van de vlinderhaften (Ascalaphidae), die tot de orde netvleugeligen (Neuroptera) behoort. 
Disparomitus abyssinicus is voor het eerst wetenschappelijk beschreven door Van der Weele in 1909.